# Mijoska
Mijoska (en serbe cyrillique : Мијоска) est un village de Serbie situé dans la municipalité de Prijepolje, district de Zlatibor. Au recensement de 2011, il comptait 759 habitants.
Mijoska est également connue sous le nom de Mioska.

## Démographie

### Évolution historique de la population
| 1948 | 1953 | 1961 | 1971 | 1981 | 1991 | 2002 | 2011 |
| ---- | ---- | ---- | ---- | ---- | ---- | ---- | ---- |
| 178  | 228  | 300  | 586  | 866  | 622  | 750  | 759  |

|  |